# Cable coaxial

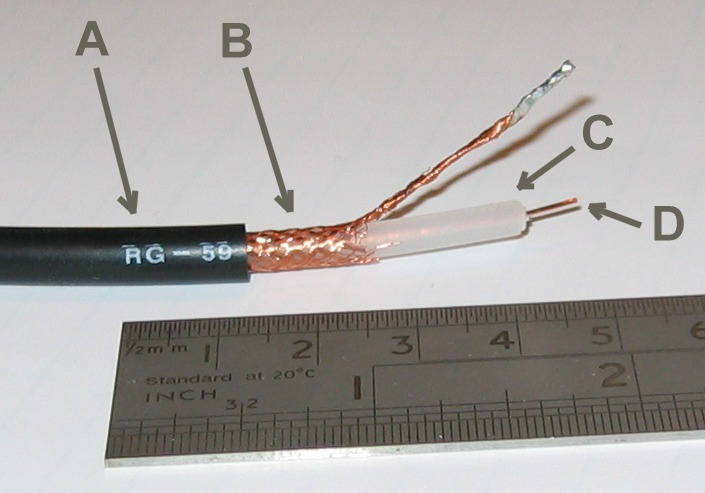
Cable coaxial RG-59.
A: Coberta de plàstic protectora
B: Conductor exterior (malla)
C: Aïllant (dielèctric)
D: Nucli de coure o alumini (viu).

El cable coaxial, creat a la dècada del 1930, és un cable utilitzat per transportar senyals elèctrics d'alta freqüència que té dos conductors concèntrics, un de central, anomenat viu, encarregat de portar la informació, i un d'exterior, d'aspecte tubular, anomenat malla o blindatge, que serveix com a referència de terra i retorn dels corrents. Entre tots dos hi ha una capa aïllant anomenada dielèctric, les característiques del qual dependrà principalment la qualitat del cable. Tot el conjunt sol estar protegit per una coberta aïllant.
El conductor central pot estar constituït per un filferro sòlid o per diversos fils retorçats de coure; mentre que l'exterior pot ser una malla trenada, una làmina enrotllada o un tub corrugat de coure o alumini. En aquest últim cas resultarà un cable semirígid.
A causa de la necessitat d'utilitzar freqüències cada vegada més altes i la digitalització de les transmissions, en anys recents s'ha substituït gradualment l'ús del cable coaxial pel de fibra òptica, en particular per a distàncies superiors a diversos quilòmetres, perquè l'amplada de banda d'aquesta última és molt superior.

## Usos

1 - Nucli conductor (viu)
2 - Aïllant (dielèctric)
3 - Conductor exterior (malla)
4 - Coberta aïllant.

Per exemple, és possible trobar un cable coaxial:
- entre una antena de TV i un receptor de televisió;
- a la xarxa cablejada urbana;
- entre un transmissor i antena d'emissió, per exemple, una targeta electrònica Wi-Fi i la seva antena;
- entre equips de tractament de so (micròfon, amplificador, reproductor de CD, etc.);
- a les xarxes de transmissió de dades com Ethernet en les seves antigues versions: 10BASE2 i 10BASE5;
- per a comunicacions telefòniques interurbanes i en els cables submarins.

El cable coaxial ha estat substituït per la fibra òptica a llarga distància (superiors a alguns quilòmetres).
L'avantatge d'un cable coaxial en una línia bifilar (que consta de dos conductors paral·lels separats per un dielèctric) és que hi ha la creació d'un escut (Gàbia de Faraday) que protegeix el senyal de la interferència electromagnètica, i evita que els conductors produeixin ells mateixos la interferència. Un cable coaxial pot ser col·locat a les parets, canalons o enterrat, perquè la presència d'objectes no afecta la propagació del senyal en la línia. Les pèrdues són constants en el temps, les partícules de pols es dipositen sobre el suport aïllant que no té cap influència en la propagació del senyal.
De vegades cal posar entre la sortida d'antena (balancejada) i la línia coaxial (no balancejada) un simetritzador o balun (BALanced/UNbalanced, convertidor simètric/asimètric) per optimitzar la transferència d'energia entre l'antena i el cable (en recepció com en transmissió).
És preferible no utilitzar un cable danyat, ja que les seves característiques i propietats són degradats i les ones es podrien estendre al seu veí.
La connexió amb un cable coaxial s'ha d'aconseguir mitjançant l'ús de connectors coaxials adaptats al cable i muntats d'acord amb les instruccions per conservar totes les característiques desitjades en termes de qualitat de la transmissió (vegeu per exemple, el BNC).

## Característiques
Característiques mecàniques del cable coaxial:
- la naturalesa del conductor i les seves dimensions;
- els diàmetres dins de la coberta aïllant i fora del conductor central (aquest és de vegades buit);
- la naturalesa del dielèctric.

Característiques elèctriques del cable coaxial:
- la seva impedància característica ({\displaystyle Z_{0}={\sqrt {L/C}}}), estandarditzada a 75 Ω per a la televisió (SAT i TDT), ràdio FM, vídeo o àudio, i a 50 ohms per a la instrumentació o la connexió d'antenes Wi-Fi, microones i les antigues xarxes Ethernet;[5]
- la seva atenuació (pèrdua) a una freqüència donada, el que reflecteix les pèrdues en la línia.

Aquestes característiques són donades pels fabricants.

## Pèrdues
Cal recordar que el flux dels corrents d'alta freqüència circulen en una pel·lícula prop de la superfície dels conductors. El gruix d'aquesta pel·lícula disminueix a mesura que augmenta la freqüència. La resistència d'un conductor augmenta a mesura que l'arrel quadrada de la freqüència, el que s'anomena «l'efecte pel·licular». Les pèrdues produeixen una disminució de l'amplitud del senyal al final de la línia; això es manifesta, per exemple, per una disminució de la potència RF radiada en el cas d'un transmissor. Aquí hi ha alguns exemples:
- Com més petit sigui el diàmetre del conductor, més gran serà la seva resistència i, per tant, més pèrdues hi haurà.
- Com més augmenta la freqüència, més pèrdues hi ha.
- Com més augmenta la longitud del cable, major serà la pèrdua.
- 19 Vatc = pèrdua de 19 dB/100 metres a una freqüència de referència de 800 MHz (o 790 exactes).
- 17 Vatc = pèrdua de 17 dB/100 metres a una freqüència de referència de 800 MHz.

En recepció satèl·lit (B.I.S 950/2150 MHz) es recomana el cable 17 Vatc o Patc, així com per a la recepció (C 21/60) de la Televisió Digital Terrestre (TDT) «delicada». En altres paraules, per a una instal·lació de TV terrestre, amb una longitud de cable d'antena estàndard, fins a 20/25 m, la degradació (atenuació) és continguda, de l'ordre de 4,5 dB.
Les pèrdues en mode satèl·lit a la freqüència màxima de 2150 MHz, oscil·len al voltant de 31 dB/100 m.
A més, existeix una relació òptima de diàmetre del nucli sobre el del blindatge. Aquest correspon a una impedància característica de 75 Ω, el que explica que aquest valor sigui utilitzat per als cables de recepció que han de minimitzar les pèrdues, tota la resta igual.
Per al transport d'energia, tendim a pensar què maximitzar el diàmetre del nucli disminueix la resistència i, per tant, les pèrdues. Això és veritat en continu, però en alta freqüència, el gruix reduït del dielèctric comporta una tensió de distensió més feble i, per tant, una potència màxima admissible limitada. L'òptim s'aconsegueix per una impedància característica de l'ordre de 30 Ω. El valor de 50 Ω correspon a un compromís entre les pèrdues en l'emissió i pèrdues en recepció.

## Taula de característiques dels principals cables coaxials
|                   | Impedància |            |       | Atenuació en els 100 metres (en dB) | Atenuació en els 100 metres (en dB) | Atenuació en els 100 metres (en dB) |          |            |
| Referència        | Z en ohm   | Coef. Vel. | pF/m  | 30 MHz                              | 100 MHz                             | 400 MHz                             | Diàmetre | Dielèctric |
| RG-5/U            | 52,5       | 0,66       | 93,5  | 6,2                                 | 8,8                                 | 19,4                                | 8,432    | PE         |
| RG-5B/U           | 50         | 0,66       | 96,78 | 6,2                                 | 7,9                                 | 19,4                                | 8,432    | PE         |
| RG-6A/U           | 75         | 0,66       | 67    | 6,2                                 | 8,9                                 | 19,4                                | 8,432    | PE         |
| RG-7/U            | 95         |            | 41    |                                     | 7,8                                 | 17                                  |          |            |
| RG-8/U            | 50         | 0,66       | 96,5  |                                     | 6,25                                | 13,8                                | 10,3     |            |
| RG-8/U            | 52         | 0,66       | 97    | 4,7                                 | 6,25                                | 13,4                                | 10,3     | PE         |
| RG-8/U            | 50         | 0,8        | 83,3  |                                     |                                     |                                     | 10,3     | PEF        |
| RG-8A/U           | 50         | 0,66       | 100   | 4,7                                 | 6,2                                 | 13,4                                | 10,3     | PE         |
| RG-8A/U           | 52         | 0,66       | 97    |                                     | 5,75                                | 13,5                                |          |            |
| RG-8mini          |            |            | 80    |                                     | 25                                  |                                     | 6,1      |            |
| RG-8 XX           | 50         | 0,8        |       | 7,04                                |                                     |                                     | 6,15     | PEF        |
| RG-9/U            | 51         | 0,66       | 98,4  | 4,9                                 | 6,5                                 | 16,4                                | 10,79    | PE         |
| RG-9A/U           | 51         | 0,66       | 98,4  | 4,9                                 | 7,6                                 | 16,4                                | 10,79    | PE         |
| RG-9B/U           | 50         | 0,66       | 100   | 4,9                                 | 7,6                                 | 16,4                                | 10,79    | PE         |
| RG-10A/U          | 50         | 0,66       | 100   | 4,3                                 | 6,2                                 | 13,4                                | 12,06    | PE         |
| RG-11/U           | 75         | 0,66       | 67,2  | 5,3                                 | 7,5                                 | 15,8                                | 10,3     | PE         |
| RG-11/U           | 75         | 0,8        | 55,4  |                                     |                                     |                                     | 10,3     | PEF        |
| RG-11A/U          | 75         | 0,66       | 67,5  | 4                                   | 7,5                                 | 15,7                                | 10,3     | PE         |
| RG-11A/U          | 75         | 0,66       | 68    | 4                                   | 7,5                                 | 15,7                                | 10,3     | PE         |
| RG-12/U           | 75         | 0,66       | 67,5  |                                     |                                     |                                     | 12       | PE         |
| RG-12A/U          | 75         | 0,66       | 67,5  | 5,2                                 | 7,54                                | 15,7                                | 12       | PE         |
| RG-13/U           | 74         | 0,66       | 67,5  | 5,3                                 | 7,6                                 | 15,8                                |          |            |
| RG-13A/U          | 75         | 0,66       | 67,5  | 5,2                                 | 7,5                                 | 15,7                                | 10,8     | PE         |
| RG-14A/U          | 50         | 0,66       | 100   | 3,3                                 | 4,6                                 | 10,2                                | 13,84    | PE         |
| RG-16/U           | 52         | 0,67       | 96,8  |                                     | 3,95                                |                                     | 16       |            |
| RG-17/U           | 52         | 0,66       | 96,7  | 2,03                                | 3,11                                | 7,87                                | 22,1     | PE         |
| RG-17A/U          | 52         | 0,66       | 98,4  | 2,03                                | 3,11                                | 7,9                                 | 22,1     | PE         |
| RG-18/U           | 52         | 0,66       |       | 2,03                                | 3,11                                | 7,87                                |          | PE         |
| RG-18A/U          | 50         | 0,66       | 100   | 2,03                                | 3,11                                | 7,9                                 | 24       | PE         |
| RG-19/U           | 52         | 0,66       | 100   | 1,59                                | 2,26                                | 6,07                                |          | PE         |
| RG-19A/U          | 50         | 0,66       | 100   | 1,5                                 | 2,26                                | 6,07                                | 28,44    | PE         |
| RG-20/U           | 52         | 0,66       | 100   | 1,5                                 | 2,26                                | 6,07                                |          | PE         |
| RG-20A/U          | 50         | 0,66       | 100   | 1,5                                 | 2,26                                | 6,07                                | 30,35    | PE         |
| RG-21A/U          | 50         | 0,66       | 100   | 30,5                                | 42,7                                | 85,3                                | 8,432    | PE         |
| RG-22B/U          | 95         |            | 52,9  |                                     | 9,8                                 | 22,3                                |          |            |
| RG-29/U           | 53,5       | 0,66       | 93,5  |                                     | 14,4                                | 31,5                                | 4,673    | PE         |
| RG-34A/U          | 75         | 0,66       | 67,2  | 2,79                                | 4,59                                | 10,9                                | 16       | PE         |
| RG-34B/U          | 75         | 0,66       | 67    | 2,79                                | 4,6                                 | 10,9                                | 16       | PE         |
| RG-35A/U          | 75         | 0,66       | 67,3  | 1,9                                 | 2,8                                 | 6,4                                 | 24       | PE         |
| RG-35B/U          | 75         | 0,66       | 67    | 1,9                                 | 2,79                                | 6,4                                 |          | PE         |
| RG-54A/U          | 58         | 0,66       | 87    |                                     | 10,5                                | 22,3                                | 6,35     | PE         |
| RG-55/U           | 53,5       | 0,66       | 93,5  | 10,5                                | 15,8                                | 32,8                                | 5,3      | PE         |
| RG-55A/U          | 50         | 0,66       | 97    | 10,5                                | 15,8                                | 32,8                                | 5,5      | PE         |
| RG-55B/U          | 53,5       | 0,66       | 94    | 10,5                                | 15,8                                | 32,8                                | 5,5      | PE         |
| RG-58/U           | 50         | 0,66       | 95    |                                     | 16,1                                | 39,5                                | 5        | PE         |
| RG-58/U           | 53,5       | 0,66       | 93,3  |                                     | 15,3                                | 34,5                                | 5        | PE         |
| RG-58/U           | 75         | 0,79       | 55,5  |                                     | 15,1                                | 34,5                                | 6,2      | PEF        |
| RG-58A/U          | 53,5       | 0,66       | 93,5  | 10,9                                | 16                                  | 39,4                                | 4,96     | PE         |
| RG-58B/U          | 53,5       | 0,66       | 93,5  |                                     | 15,1                                | 34,4                                | 4,96     | PE         |
| RG-58C/U          | 50         | 0,66       | 100   | 10,9                                | 16,1                                | 39,4                                | 4,95     | PE         |
| RG-58XX           | 50         | 0,8        | 6,6   |                                     | 6,15                                |                                     |          |            |
| RG-59/U           | 73         | 0,66       | 68,6  | 7,9                                 | 11,2                                | 23                                  | 6,2      | PE         |
| RG-59/U           | 75         | 0,79       | 55,5  |                                     |                                     |                                     | 6,2      | PEF        |
| RG-59A/U          | 75         | 0,66       | 67,3  | 7,9                                 | 11,2                                | 23                                  | 6,2      | PE         |
| RG-59B/U          | 75         | 0,66       | 67    | 7,9                                 | 11,2                                | 23                                  | 6,2      | PE         |
| RG-62/U           | 93         | 0,84       | 44,3  | 5,7                                 | 8,86                                | 17,4                                | 6,2      | PEA        |
| RG-62/U           | 95         | 0,79       | 44    |                                     |                                     |                                     | 6,2      | PEF        |
| RG-62A/U          | 93         | 0,84       | 44,3  | 5,7                                 | 8,86                                | 17,4                                | 6,2      | PEA        |
| RG-62B/U          | 93         | 0,86       | 46    |                                     | 9,51                                | 20,34                               | 6,2      | PEA        |
| RG-63B/U          | 125        | 0,76       | 36    |                                     | 4,92                                | 11,15                               | 10,3     | PE         |
| RG-67B/U          | 93         |            | 43    |                                     | 9,5                                 | 20,3                                |          |            |
| RG-71B/U          | 93         | 0,66       | 46    | 5,7                                 | 8,86                                | 17,4                                | 6,2      | PE         |
| RG-74A/U          | 50         | 0,66       | 100   | 3,3                                 | 4,6                                 | 10,2                                | 15,7     | PE         |
| RG-79B/U          | 125        | 0,74       | 36    |                                     |                                     | 16                                  | 11,5     | PE         |
| RG-83/U           | 35         | 0,66       | 144,4 |                                     | 9,2                                 |                                     | 10,3     | PE         |
| RG-84A/U          | 75         |            | 67    | 2                                   | 2,79                                | 6,4                                 |          |            |
| RG-112 /U         | 50         | 0,66       | 100   |                                     |                                     | 45                                  | 4,06     | PE         |
| RG-114A/U         | 185        | 0,66       | 22    |                                     |                                     | 42                                  | 10,3     | PE         |
| RG-122/U          | 50         | 0,66       | 100   | 14,8                                | 23                                  | 54,2                                |          |            |
| RG-133A/U         | 95         | 0,66       | 53    |                                     |                                     |                                     | 10,3     | PE         |
| RG-141/U          | 50         | 0,7        | 96,5  |                                     | 10,82                               | 22,64                               | 4,9      | T          |
| RG-141A/U         | 50         | 0,69       | 96,5  |                                     | 10,82                               | 22,64                               | 4,9      | T          |
| RG-142/U          | 50         | 0,7        | 96,5  |                                     | 12,8                                | 26,25                               | 5,3      | T          |
| RG-142A/U         | 50         | 0,7        | 95    | 9                                   | 12,8                                | 26,25                               | 4,95     | T          |
| RG-142B/U         | 50         | 0,7        | 96,5  |                                     | 12,8                                | 26,25                               | 4,95     | T          |
| RG-164/U          | 75         | 0,66       | 67    | 2                                   | 2,79                                | 6,4                                 | 22,1     | PE         |
| RG-174/U          | 50         | 0,66       | 101   | 17                                  | 29,2                                | 57,4                                | 2,55     | PE         |
| RG-174A/U         | 50         | 0,66       | 100   | 21,7                                | 29,2                                | 57,4                                | 2,54     | PE         |
| RG-177/U          | 50         | 0,66       | 100   | 2,03                                | 3,11                                | 7,9                                 | 22,73    | PE         |
| RG-178B/U         | 50         | 0,7        | 93,5  |                                     |                                     | 91,9                                | 1,9      | T          |
| RG-179B/U         | 75         | 0,7        |       |                                     |                                     |                                     | 2,54     | T          |
| RG-180B/U         | 95         | 0,7        |       |                                     |                                     |                                     | 3,68     | T          |
| RG-187A/U         | 75         | 0,7        | 64    |                                     |                                     | 52,5                                | 2,79     | T          |
| RG-188A/U         | 50         | 0,7        | 95    | 17                                  | 37,4                                | 54,8                                | 2,79     | T          |
| RG-195A/U         | 95         | 0,7        |       |                                     |                                     |                                     | 3,93     | T          |
| RG-196A/U         | 50         | 0,7        | 95    | 27                                  | 43                                  | 95                                  | 2,03     | T          |
| RG-212/U          | 50         | 0,66       | 100   | 6,2                                 | 8,9                                 | 19,4                                | 8,43     | PE         |
| RG-213/U          | 50         | 0,66       | 97    | 3,2                                 | 6,25                                | 13,5                                | 10,3     | PE         |
| RG-213/U          | 50         | 0,66       | 97    | 3,2                                 | 6                                   | 13                                  | 10,3     | PE         |
| RG-213/U          | 50         | 0,66       | 101   | 3,2                                 | 7                                   | 13,5                                | 10,3     | PE         |
| RG-213/U          | 52         | 0,66       | 101   | 4,3                                 | 6,2                                 | 13,5                                | 10,3     | PE         |
| RG-213foam        | 50         | 0,772      | 73    | 1,95                                |                                     | 11,6                                | 10,3     | PEF        |
| RG-213 US-->100   | 50         | 0,66       | 101   | 2,45                                |                                     |                                     | 10,3     | PE         |
| RG-214/U          | 50         | 0,66       | 100   | 4,9                                 | 7,6                                 | 16,4                                | 10,8     | PE         |
| RG-214 US         | 50         | 0,66       | 101   | 3,2                                 | 5,7                                 | 13                                  | 10,8     | PE         |
| RG-215/U          | 50         | 0,66       | 101   | 4,3                                 | 6,2                                 | 13,5                                | 12,1     | PE         |
| RG-216/U          | 75         | 0,66       | 67    | 5,3                                 | 7,6                                 | 15,8                                | 10,8     | PE         |
| RG-217/U          | 50         | 0,66       | 100   | 3,9                                 | 4,6                                 | 10,17                               | 13,84    | PE         |
| RG-218/U          | 50         | 0,66       | 100   | 2,03                                | 3,11                                | 7,87                                | 22,1     | PE         |
| RG-219/U          | 50         | 0,66       | 100   | 2,03                                | 3,11                                | 7,87                                |          | PE         |
| RG-220/U          | 50         | 0,66       | 96,8  | 1,5                                 | 2,29                                | 6,07                                | 28,45    | PE         |
| RG-221/U          | 50         | 0,66       | 100   | 1,5                                 | 2,26                                | 6,07                                | 30       | PE         |
| RG-222/U          | 50         | 0,66       | 100   | 30,5                                | 42,7                                | 85,3                                | 5,5      | PE         |
| RG-223/U          | 50         | 0,66       | 101   | 10,5                                | 15,8                                | 32,8                                | 5,3      | PE         |
| RG-224/U          | 50         | 0,66       | 100   | 3,3                                 | 4,6                                 | 10,2                                | 15,6     | PE         |
| RG-225/U          | 50         |            | 96    |                                     |                                     |                                     |          |            |
| RG-302/U          | 75         | 0,7        | 69    |                                     |                                     |                                     | 5,23     | T          |
| RG-303/U          | 50         | 69,5       | 93,5  |                                     |                                     | 26,3                                |          | T          |
| RG-316/U          | 50         | 0,7        | 95    | 17                                  | 28                                  |                                     | 2,59     | T          |
| RG-331/U          | 50         | 0,78       |       |                                     |                                     |                                     |          |            |
| RG-332/U          | 50         | 0,78       |       |                                     |                                     |                                     |          |            |
| RG-7612           | 25         | 0,696      |       |                                     |                                     |                                     |          |            |
| Aircom +          | 50         | 0,84       | 84    | 1,8                                 | 3,3                                 | 7,4                                 | 10,3     | PEA        |
| Aircell-7         | 50         | 0,83       | 74    | 3,7                                 | 6,9                                 |                                     | 7,3      | PEA        |
| Bamboo 3          | 75         | 0,89       |       |                                     | 1,9                                 |                                     | 17,5     | PEA        |
| Bamboo 6          | 75         | 0,88       |       |                                     | 3,7                                 |                                     | 10,5     | PEA        |
| CAF1,1/5,3        | 75         | 0,82       | 54    | 2,9                                 | 5,3                                 |                                     | 7,4      | PEF        |
| CAF1,6/7,3        | 75         | 0,82       | 54    | 2,1                                 | 3,9                                 |                                     | 9,8      | PEF        |
| CAF1,9/8,8        | 75         | 0,82       | 54    | 1,7                                 | 3,2                                 |                                     | 11,3     | PEF        |
| CAF2,5/11,4       | 75         | 0,82       | 54    | 1,4                                 | 2,6                                 |                                     | 13,9     | PEF        |
| CAF3,7/17,3       | 75         | 0,82       | 54    | 0,91                                | 1,7                                 |                                     | 20,3     | PEF        |
| CF1/2"            | 50         | 0,82       | 82    | 1,28                                | 2,4                                 |                                     | 16       | PEF        |
| CF1/2"            | 60         | 0,82       | 68    | 5,8                                 | 3,1                                 |                                     | 16       | PEF        |
| CF1/2"            | 75         | 0,82       | 54    | 4,9                                 | 2,6                                 |                                     | 16       | PEF        |
| CF1/4"            | 50         | 0,82       | 82    | 2,4                                 | 4,5                                 |                                     | 10       | PEF        |
| CF1/4"            | 60         | 0,82       | 68    | 2,3                                 | 4,3                                 |                                     | 10       | PEF        |
| CF1/4"            | 75         | 0,82       | 54    | 2,3                                 | 4,3                                 |                                     | 10       | PEF        |
| CF3/8"            | 50         | 0,82       | 82    | 1,9                                 | 3,5                                 |                                     | 12,1     | PEF        |
| CF5/8"            | 75         | 0,82       | 54    | 1                                   | 1,91                                |                                     | 19,6     | PEF        |
| CF7/8"            | 50         | 0,82       | 81    | 0,71                                | 1,36                                |                                     | 28       | PEF        |
| CF7/8"            | 60         | 0,82       | 68    | 0,69                                | 1,33                                |                                     | 28       | PEF        |
| CF7/8"            | 75         | 0,82       | 54    | 0,69                                | 1,33                                |                                     | 28       | PEF        |
| CT 50/20 foam     | 50         | 0,8        |       | 2,33                                |                                     |                                     | 10,3     |            |
| CX2/6             | 50         | 0,63       | 97    | 2,8                                 | 5,3                                 |                                     |          | PE         |
| CX4/12            | 50         | 0,63       | 97    | 1,52                                | 2,9                                 |                                     |          | PE         |
| HCF1/2            | 50         | 0,75       | 85    | 2                                   | 3,7                                 |                                     | 13,5     | PEF        |
| Heliax 1/2 andrew | 50         | 0,88       | 75    | 1,24                                |                                     |                                     | 16,7     |            |
| HFE1,5/6,5        | 60         | 0,66       | 84    | 3,5                                 | 6,6                                 |                                     | 8,8      | PE         |
| H100              | 50         | 0,84       | 80    | 2,1                                 |                                     | 8,4                                 | 9,8      | PEA        |
| H155              | 50         | 0,79       | 100   | 3,4                                 | 9,4                                 |                                     | 5,4      | PEF        |
| H500              | 50         | 0,81       | 82    | 4,1                                 | 8,7                                 | 9,8                                 | 7        | PEF        |
| H1000             | 50         | 0,83       |       |                                     |                                     |                                     | 10,3     |            |
| H2000             | 50         | 0,799      | 81,6  | 2,2                                 |                                     |                                     | 10,3     | PEF        |
| LCF1/2"           | 50         | 0,87       | 76    | 1,23                                | 2,3                                 |                                     | 16       | PEF        |
| LCF7/8            | 50         | 0,87       | 76    | 0,66                                | 1,25                                |                                     | 28       | PEF        |
| LDF4/50A          | 50         | 0,88       | 77,1  |                                     |                                     | 5                                   | 16       |            |
| 3/8"              | 50         | 0,79       |       | 3,85                                | 8,05                                | 10,3                                |          |            |
| TU-165            | 50         | 0,7        | 95    |                                     |                                     | 41                                  | 2,19     | T          |
| TU-300            | 50         | 0,7        | 95    |                                     |                                     | 25                                  | 3,58     | T          |
| TU-545            | 50         | 0,7        | 95    |                                     |                                     | 14                                  | 6,35     | T          |